# Batalla de Tinian
La batalla de Tinian (Battle of Tinian en anglès, テニアンの戦い en japonès) va ser una de les batalles de la Guerra del Pacífic, dins de la campanya de les Mariannes, durant la Segona Guerra Mundial. Va tenir lloc a l'illa de Tinian entre els dies 24 de juliol i primer d'agost de 1944 i s'hi enfrontaren l'exèrcit Imperial Japonès i l'exèrcit dels Estats Units. La batalla s'inscriu en el marc de l'operació Forager i van participar-hi la 2a divisió de Marines i la 4a divisió de Marines, sota el comandament del general Harry Schmidt, per una banda, i el 50è regiment de la 29a divisió d'infanteria japonesa, sota el comandament del coronel Kiyochi Ogata.
El resultat fou l'eliminació de la guarnició japonesa de 8.000 homes. La conquesta de Tinian i de les illes Mariannes va permetre als Aliats la construcció de bases aèries (de la 20a força aèria) i navals essencials per prosseguir l'ofensiva en l'oceà Pacífic, alhora que va fer que el Japó metropolità quedés ja a l'abast de l'aviació nord-americana, amb bases a aquestes illes.

## Context
Després de la Primera Guerra Mundial, els Estats Units havien desenvolupat una sèrie de plans de contingència per a l'eventual guerra amb el Japó, coneguts com els plans Orange. Aquests preveien un avanç a través de les illes Marshall i Caroline cap a les Filipines, des d'on es podria bloquejar el Japó. Les illes Mariannes només van aparèixer de manera incidental als plans, ja que es trobaven al nord de la ruta directa entre Hawaii i les Filipines. Durant la Segona Guerra Mundial, les illes van atreure l'atenció dels estrategues navals i aeris. A la Conferència de Casablanca del gener de 1943, els caps d'estat major combinats dels EUA i la Gran Bretanya havien aprovat una ofensiva al Pacífic Central seguint les línies previstes als plans Orange. En la seva formulació de l'estratègia, el comandant en cap de la flota dels Estats Units, l'almirall Ernest J. King, va esmentar específicament les illes Mariannes com "la clau de la situació a causa de la seva ubicació a la línia de comunicacions japonesa".
L'Estat Major Conjunt va preveure les Marianes com una base naval, però una altra justificació per a la captura de les Illes Marianes va sorgir amb el desenvolupament del bombarder de llarg abast Boeing B-29 Superfortress. Des de les Illes Marianes, els B-29 podien arribar a tots els objectius industrials més importants del Japó i podien rebre suport per mar. Els planificadors de l'estat major aeri van començar a incorporar les Illes Marianes als seus plans a llarg termini el setembre de 1943. Els Caps Conjunts van aprovar això a la Conferència del Caire al desembre, juntament amb una ofensiva doble, amb l'ofensiva del Pacífic Central conjuntament amb una altra al llarg de la costa nord de Nova Guinea. En resposta, el Comandant en Cap de les Àrees de l'Oceà Pacífic (CINCPOA), l'almirall Chester W. Nimitz, va elaborar un pla de campanya anomenat Operació Granit, que programava provisionalment la captura de les Illes Marianes de Saipan, Tinian i Guam per al novembre de 1944 com a culminació de la campanya del Pacífic Central.
El febrer de 1944, es va considerar avançar el calendari de l'Operació Granit evitant Truk i dirigint-se directament a Palau o les Marianes després de la captura de les Illes Marshall. El 7 de març, Nimitz i el seu sotscap d'estat major, el contraalmirall Forrest P. Sherman, es van reunir amb l'Estat Major Conjunt a Washington DC, on van ser interrogats pel cap d'estat major de l'exèrcit dels Estats Units, el general George C. Marshall, i el cap d'estat major del comandant en cap, l'almirall William D. Leahy. Sherman va argumentar que la neutralització de Truk requeria l'ocupació de les Illes Marianes per tallar la ruta aèria cap a Truk des del Japó. El 12 de març, l'Estat Major Conjunt va ordenar a Nimitz que neutralitzés Truk i ocupés les Illes Marianes.
Tinian va ser considerada un objectiu des del principi, Les Tropes del Nord i la Força de Desembarcament (NTLF) del tinent general Holland M. Smith van rebre l'ordre de "desembarcar, prendre, ocupar i defensar Saipan. Després, estar preparats per prendre Tinian per ordre". Les forces americanes van assaltar Saipan el 15 de juny. La batalla de Saipan va durar fins al 9 de juliol, quan l'illa va ser declarada "segura". El cost va ser elevat: 14.111 dels 71.034 membres de l'NTLF van morir, van ser ferits o van desaparèixer en combat. Les operacions de neteja van continuar fins a l'octubre, però els preparatius per a l'atac a Tinian van començar immediatament.
Els plans per capturar Tinian es van preparar simultàniament amb els de capturar Saipan. Tinian es trobava a només 5,6 km des de l'extrem sud de Saipan, i la seva proximitat a Saipan significava que mentre romangués en mans japoneses, els avions japonesos podien atacar Saipan fent escales a través de Tinian. La guarnició podia atacar Saipan, i podien observar els moviments de vaixells i avions a Saipan i comunicar-los a Tòquio.
Tinian també tenia valor per si mateix, ja que el seu terreny pla el feia molt adequat per al desenvolupament de bases aèries. Ja hi havia aeròdroms que semblaven prometedors per al desenvolupament en aeròdroms de B-29. L'aeròdrom d'Ushi Point (aeròdrom núm.1) era l'aeròdrom principal; tenia una pista de superfície dura 1.450 m de llarg. Dos altres aeròdroms estaven en ús i un altre estava en construcció: l'aeròdrom núm. 3, que es trobava immediatament al sud del núm.1;  l'aeròdrom núm. 2, a Gurguan Point; i l'aeròdrom núm. 4, inacabat, prop de Tinian Town.
La victòria dels Estats Units a la batalla de Saipan va convertir l'illa de Tinian, situada 6 km al sud, en la següent etapa camí de la conquesta de les illes Mariannes. En els dies que van precedir la invasió de l'illa, es van dur a terme bombardeigs amb artilleria pesant de 155 mm amb base a l'illa de Saipan (es van llançar 25.000 obusos), així com incursions i bombardeigs aeris per estovar les defenses japoneses de cara a l'atac. En aquesta ocasió es va fer ús del napalm per primera vegada durant una operació de combat, quan P-47 Thunderbolt van llançar bombes incendiàries.
A partir del dia 16 de juny, començà el bombardeig naval per part de la flota dels Estats Units, amb tres cuirassats, cinc creuers i setze destructors. La major part de l'aviació japonesa amb base a l'illa de Tinian ja havia estat destruïda durant la batalla del Mar de les Filipines, però les destruccions van continuar durant les incursions aèries nord-americanes prèvies a la invasió, fins al punt que en el moment del desembarcament aliat l'aviació japonesa amb base a l'illa havia estat pràcticament aniquilada.

## Batalla

Mapa de la batalla.

El bombardeig d'artilleria de Tinian va començar el 20 de juny quan la Bateria B del 531è Batalló d'Artilleria de Camp va començar a bombardejar objectius a Tinian amb els seus canons "Long Tom" de 155 mm. En els dies previs al desembarcament, l'Artilleria del XXIV Cos va utilitzar 24.536 projectils en 1.509 missions de foc de contrabateria, foc d'assetjament i bombardeig d'àrea. L'Artilleria del XXIV Cos tenia el seu propi avió d'observació, nou Piper L-4 Grasshoppers amb base a Aslito Field a Saipan. Un es va veure obligat a amerar davant de Tinian Town el 28 de juliol a causa d'una avaria del motor. La tripulació va ser rescatada pel creuer USS Louisville, però l'avió es va perdre. Un altre va ser obligat a aterrar pel foc japonès l'endemà, però va aterrar sa i estalvi darrere de les línies americanes. L'artilleria de la Marina tenia el suport dels avions d'observació Stinson OY Sentinel dels VMO-2 i VMO-4.
La 2a i la 4a divisions de marines, transportades per un total de 415 vehicles amfibis, van atacar l'illa el 24 de juliol mitjançant un desembarcament a la zona septentrional, on hi havia dues petites platges; la resta de l'illa està envoltada de penya-segats que en dificultaven possibles desembarcaments. Un atac de distracció efectuat a les rodalies de Tinian Town, a la part sud de l'illa, va permetre aconseguir la separació dels defensors japonesos en dos grups ja en els primers moments de la batalla.

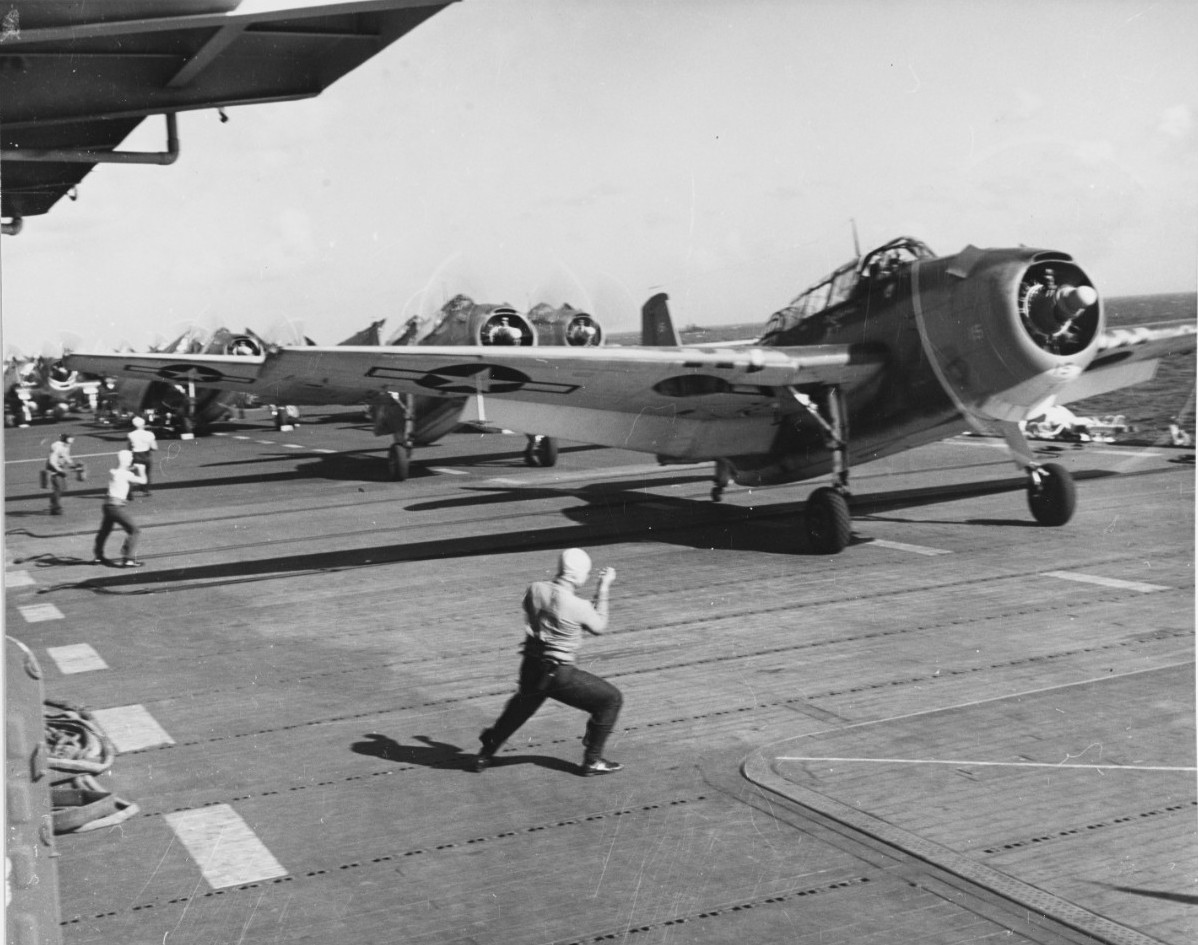
Els bombarders TBM Avenger es preparen per enlairar-se de l' atacarà objectius a Tinian

El bombardeig naval dels EUA va començar el 13 de juny, amb els vaixells de suport de foc de la Task Force 52 atacant objectius a Tinian que podrien interferir amb les operacions a Saipan. El 25 de juny, el destructor d'escorta USS Elden i el destructor USS Bancroft va detectar barcasses japoneses que intentaven sortir del port de Sunharon i les va destruir. El bombardeig es va intensificar el 26 de juny, quan els creuers USS Indianapolis, Birmingham i Montpelier van començar una setmana d'atacs sistemàtics. El 23 de juliol, el dia abans del desembarcament, tres cuirassats, cinc creuers i setze destructors van participar en el bombardeig. El cuirassat USS Colorado va atacar els tres canons de defensa costanera de 140 mm a Faibus San Hilo Point, que podien enfilar les platges blanques del desfilament de l'artilleria de Saipan. Seixanta projectils de 16 polzades van destruir completament la bateria. Mentrestant, els cuirassats USS Tennessee i California van disparar 480 projectils de 14 polzades i 800 de 5 polzades contra Tinian Town, reduint-lo a runes.

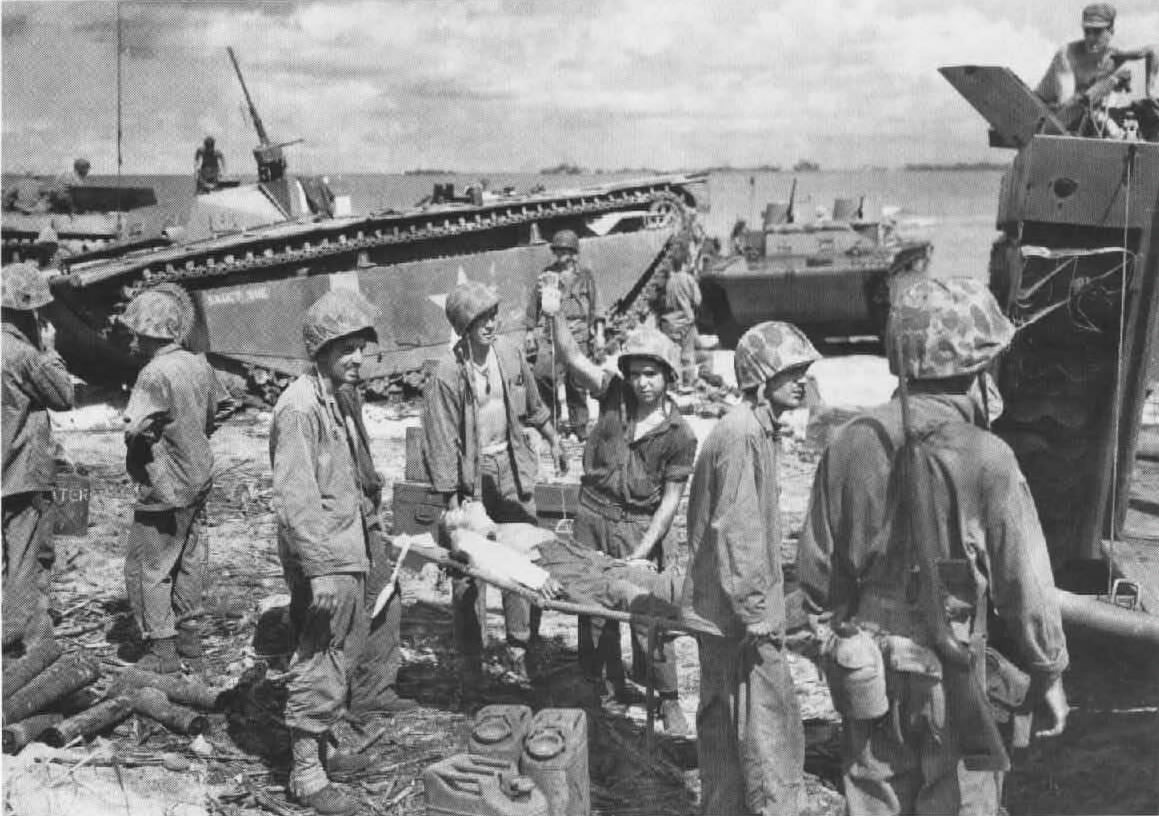
Mentre un metge de la Marina administra una ampolla de plasma a un marine ferit, els portadors de llitera esperen pacientment per portar-lo a bord d'una llanxa de desembarcament que l'evacuarà a un vaixell hospital a alta mar, on rebrà atenció completa.

Els japonesos van adoptar una tàctica de combat defensiu similar a la que els nord-americans ja havien conegut a la batalla de Saipan, retirant-se durant el dia, ocultant-se en les grutes i cavernes de l'illa, per sortir-ne a la nit i contraatacar durant les hores nocturnes. No obstant això, l'orografia de l'illa, que està formada per una sèrie de planures, va permetre als marines nord-americans un ús més eficaç dels carros de combat i de l'artilleria i, d'aquesta manera, van aconseguir conquerir l'illa només amb nou dies de combats. Malgrat l'empitjorament del temps a partir del dia 28, el 29 de juliol els nord-americans ja havien conquerit la meitat de l'illa i el dia 30, la 4a divisió de Marines va ocupar la capital, Tinian Town, i l'aeròdrom núm. 4. El 31 de juliol, els japonesos supervivents van organitzar una càrrega suïcida, que no va aconseguir travessar les línies nord-americanes, tot i intentar-ho en tres ocasions diferents.
El primer d'agost, el comandament nord-americà va declarar la zona com a terreny segur, i així donà definitivament per acabada la batalla. Malgrat tot, tal com succeí sovint en les diverses batalles a les illes del Pacífic, van quedar alguns pocs soldats japonesos que alimentaven la il·lusió d'una resistència a ultrança, molts dels quals no es van rendir fins a l'acabament de la Segona Guerra Mundial. En el cas específic de l'illa de Tinian, cal fer constar que l'últim defensor japonès no va poder ser capturat fins a l'any 1953, vuit anys després del final de la guerra.

## Conseqüències de la batalla
Tinian disposava, en el moment de la seva conquesta, d'un total de tres aeròdroms operatius, a més d'un quart que es trobava en construcció. Abans fins i tot que es completés la conquesta de l'illa, els seabees de l'armada dels Estats Units van començar a adaptar els aeròdroms de l'illa perquè poguessin ser utilitzats per les superfortaleses volants B-29. A mitjan agost de 1944, amb Tinian completament conquerida i assegurada, els seabees van començar a transformar una pista situada al nord de l'illa en un enorme aeròdrom. Menys d'un any després, North Field era l'aeròdrom mes gran del món, amb quatre pistes d'aterratge de 2600 metres. En total, els aeròdroms de Tinian disposaven de sis pistes de 2600 metres. Cap al final de la guerra, des dels aeròdroms de l'illa es van enlairar més de 19.000 missions de bombardeig contra el Japó. A partir del mes d'octubre de 1944 van començar a arribar als aeròdroms de Tinian centenars de B-29, preparats per efectuar operacions de bombardeig estratègic sobre les ciutats de l'arxipèlag japonès. Un aeròdrom estava ja preparat per a les primeres operacions al mes de novembre, i la primera d'aquestes operacions va tenir lloc el 24 de novembre.
Tinian es va convertir així en una gegantina base militar. Per poder transportar les enormes quantitats de bombes i material necessaris des del port (situat a San José, la capital de l'illa) als aeròdroms, es van construir dues noves carreteres principals, alhora que tota una complexa xarxa de carreteres secundàries, la configuració de la qual recordà a alguns soldats la de l'illa de Manhattan, de manera que van rebre noms com ara Broadway, Vuitena Avinguda, etc. El 26 de juliol de 1945, el creuer USS Indianapolis (CA-35) va lliurar a Tinian els elements constitutius de les dues bombes atòmiques que posteriorment es van llançar sobre les ciutats japoneses d'Hiroshima i Nagasaki els dies 6 i 9 d'agost de 1945.
També s'hi va planificar la construcció de quatre hospitals de 1.000 llits, en preparació per la invasió del Japó, però no es van arribar a construir, ja que les dues bombes atòmiques van dur a la rendició del Japó.